# Ржепчински, Марк
Марк Уолтер Ржепчински (англ. Marc Walter Rzepczynski; 29 августа 1985, Ок-Лон, Иллинойс) — американский бейсболист, питчер. Победитель Мировой серии 2011 года в составе клуба «Сент-Луис Кардиналс».

## Карьера
Выбран «Торонто Блю Джейс» в пятом раунде драфта Главной лиги бейсбола 2007 года. С отличными показателями прошёл сначала две команды уровня А, затем в 2009 году переведён в команду уровня АА-лиги, «Нью-Гэмпшир Фишер Кэтс», где так же произвёл впечатление и прошёл сначала «Лас-Вегас Фифти Уанс», а затем был вызван в МЛБ.
В сезоне 2009 года «Торонто» имел большие проблемы со стартовыми питчерами и Марк оказался к месту. Дебют в МЛБ состоялся 7 июля 2009 года в поединке против «Тампы». Марк отподавал очень хорошо, пропустив за шесть проведённых иннингов только одного игрока в дом. Был в стартовой ротации до сентября, где его заменил Скотт Ричмонд, восстановившийся от травмы.
Сезон 2010 года начал в майнор-лиги, откуда снова вызван был в июле, однако в этот раз доработал до конца сезона. Сезон 2011 года начал с первого дня, однако был переведён в реливеры, где вполне неплохо проявлял себя до лета.
27 июля был обменян в Сент-Луис вместе с Октавио Дотелем, Эдвином Джексоном и Кори Паттерсоном. В обратном направлении отправились Колби Расмус, Пи Джей Уолтерс, Тревер Миллер и Брайан Таллет.
Вместе с «Кардиналс» Марк выиграл Мировую Серию, но при этом превратился в питчера одного аута, который выходит в концовке важного иннинга, чтобы уверенно закрыть его.

## Стиль подач
Подаёт в большем числе либо синкер, либо слайдер, также может использовать 4-seem фастбол и ченджап. Синкер обычно бросается первой подачей, а слайдер уже при двух страйках. Ченджап используется только для праворуких бэттеров.